# Salman Rushdie
Salman Rushdie [rušdi][zdroj⁠?!] (* 19. června 1947 Bombaj) je indicko-britský spisovatel. Proslavil se svým druhým románem Děti půlnoci (1981), který v roce 1981 získal Bookerovu cenu. Velká část jeho rané prózy se odehrává na indickém subkontinentu. Rushdieho styl psaní bývá často označován jako magický realismus s historickou fikcí a mezi hlavní témata jeho díla patří propojení, rozkoly a přesuny mezi východním a západním světem. V letech 1993 a 2001 navštívil Prahu.
V červnu 2007 byl Rushdiemu udělen rytířský titul za zásluhy o literaturu, dále je nositelem řádu Commandeur francouzského Řádu umění a literatury. V roce 2007 zahájil pětileté působení jakožto hostující spisovatel na americké Emory University a v květnu 2008 byl zvolen do Americké akademie umění a literatury.

## Život

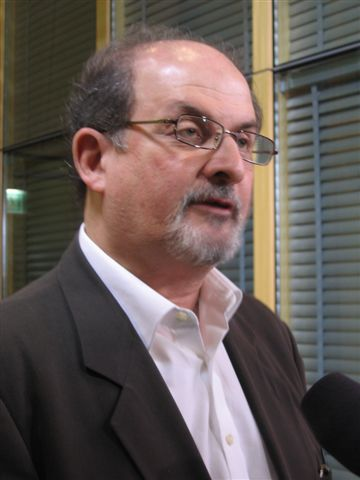
Rushdie v roce 2006

Narodil se v indické Bombaji do sekulární muslimské rodiny, z otcovy strany původem z paňdžábského Dillí a z matčiny z Kašmíru. Rushdie je jediným synem obchodníka Aníse Ahmeda Rushdieho (rodné příjmení Chálikí si změnil podle Ibn Rušda), původně právníka se vzděláním z cambridgeské univerzity, a učitelky Zohry Bhuttové (po svatbě si změnila jméno i příjmení na Nagín Rushdie). Vzdělání získal na Cathedral and John Connon School v Bombaji, na britské Rugby School a následně na King's College v Cambridgi, kde studoval historii. Předtím, než se z něj stal spisovatel na plný úvazek, pracoval pro dvě reklamní agentury.
Rushdie je celkem pětkrát ženatý. Manželství s první ženou Clarissou Luardovou trvalo od roku 1976 do roku 1987 a Rushdie z něj má syna Zafara. Podruhé se oženil v roce 1988 s americkou spisovatelkou Marianne Wigginsovou, v roce 1993 následoval rozvod. Rushdieho třetí manželkou byla od roku 1997 do roku 2004 Elizabeth Westová, s níž má syna Milana. V roce 2004 se Rushdie oženil s indicko-americkou herečkou a supermodelkou Padmou Lakshmiovou, manželství bylo ukončeno 2. července 2007. V bollywoodském tisku se v roce 2008 spekulovalo o autorově poměru s indickou modelkou Riyou Senovou, s níž se přátelil.
V roce 1999 Rushdie podstoupil korekční operaci šlachy, která mu dle vlastních slov způsobovala značné potíže při otevírání očí.
Dne 12. srpna 2022 ho útočník během vystoupení v New Yorku pobodal nožem a Rushdie byl s vážnými poraněními převezen do nemocnice. V důsledku zranění oslepl na pravé oko. Pachatel, sedmadvacetiletý Američan libanonského původu Hadi Matar, byl odsouzen k pětadvaceti letům vězení.

## Fatva

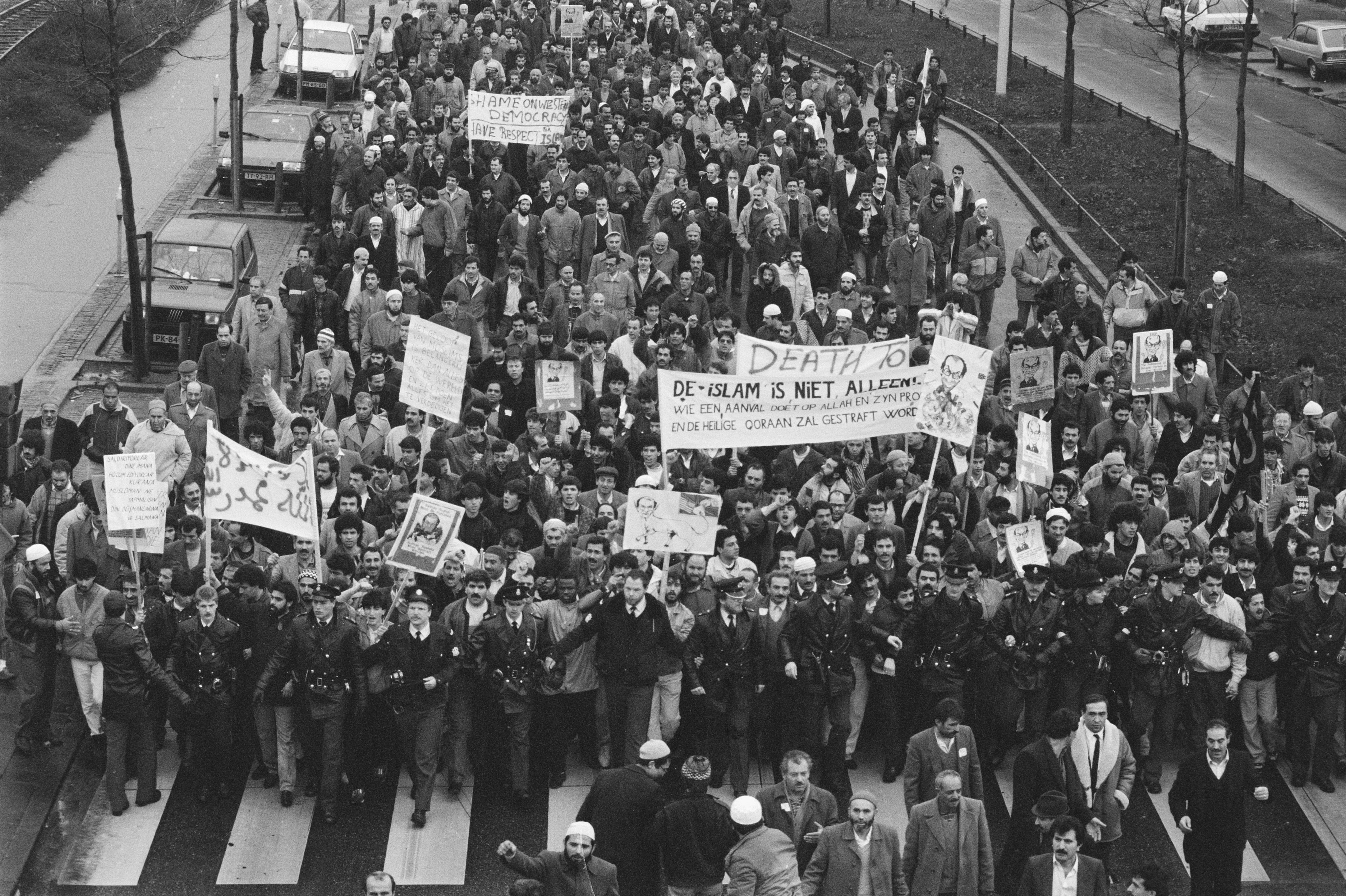
Demonstrace muslimů v Nizozemsku proti Rushdiemu,
březen 1989

Autorův čtvrtý román Satanské verše (1988) se setkal s kontroverzním přijetím kvůli znevažování islámu a osoby proroka Mohameda. Nejprve byla zakázána v Indii a v některých zemích vyvolala protesty muslimů, někdy i násilné. Rushdiemu bylo vyhrožováno zabitím a v únoru 1989 ájatolláh Rúholláh Chomejní, nejvyšší vůdce Íránu, vydal fatvu, kterou Rushdieho odsoudil k smrti. Od té doby mu britská vláda poskytovala ochranu a spisovatel často měnil místa pobytu. V souvislosti s fatvou byl zavražděn japonský překladatel Satanských veršů a fyzicky napadeni italský překladatel a norský vydavatel knihy. Při požáru hotelu v Turecku, kde byl ubytován překladatel knihy, zemřelo 37 osob.  Také proto jejich první české vydání neuvádí překladatele a v druhém překladatel použil pseudonym.
V roce 1998 se britskému ministru zahraničí Robinu Cookovi podařilo uzavřít dohodu s jeho íránským protějškem Kamálem Charrázím o zrušení fatvy. Fundamentální muslimské kruhy ji však nadále považují za platnou, protože nebyla odvolána duchovním vůdcem Chomejním, který zemřel již krátce po jejím vyhlášení v roce 1989. V únoru 2003 navíc íránští konzervativní duchovní platnost rozsudku potvrdili. V roce 2016 byla v Íránu odměna za Rushdieho zabití navýšena na téměř 4 milióny dolarů. S Chomejního fatvou souviselo pobodání Rushdieho v srpnu 2022 během jeho vystoupení v New Yorku. V roce 2024 vydal knihu s titulem Nůž, která o útoku pojednává.
Vlastní osudy po vyhlášení fatvy Rushdie zpracoval v beletristicky psaných memoárech Joseph Anton – Vzpomínky. Jméno v titulu knihy je Rushdieho krycím jménem z doby jeho skrývání před případnými atentátníky.

## Dílo
Rushdieho první román Grimus s vědecko-fantastickými prvky zůstal bez povšimnutí ze strany čtenářů i literárních kritiků. Následující román Děti půlnoci však autorovi přinesl velký literární úspěch. Výrazně ovlivnil vývoj anglicky psané indické literatury v následujících deseti letech a mnozí jej považují za jednu z nejlepších knih posledních 100 let. Román v roce 1981 získal Bookerovu cenu a v letech 1993 a 2008 mu byla udělena cena Best of the Bookers za nejlepší dílo, které v uplynulých 25 resp. 40 letech získalo Bookerovu cenu. Sleduje osud dítěte, které se narodilo s úderem půlnoci, kdy Indie získala nezávislost. Je nadáno nadpřirozenými schopnostmi a propojeno s dalšími dětmi narozenými na počátku nové, bouřlivé éry v historii indického subkontinentu a vzniku moderního indického národa. Postava Salíma Sináího bývá někdy přirovnávána k Rushdiemu.
Po Dětech půlnoci vydal Rushdie román Hanba (1983) popisující politické nepokoje v Pákistánu, přičemž předlohou pro hlavní postavy mu byli Zulfikar Ali Bhutto a generál Muhammad Zia-ul-Haq. Kniha vyhrála francouzskou cenu Prix du Meilleur Livre Étranger pro nejlepší zahraniční knihu a dostala se do úzké nominace na Bookerovu cenu. Pro obě jmenovaná díla postkoloniální literatury je charakteristický magický realismus a přistěhovalecká zkušenost, jíž si je Rushdie jakožto člen indické diaspory silně vědom.
Román Satanské verše, který představuje autorovo nejkontroverznější dílo, vyšel v roce 1988. Rushdie dále publikoval řadu povídek, z nichž některé vyšly ve sbírce Východ, Západ (1994). Román Maurův poslední vzdech – rodinná kronika pokrývající více než 100 let indické historie – byl vydán v roce 1995. Následující román Zem pod jejíma nohama (1999) zobrazuje alternativní historii moderní rockové hudby. Z jednoho z mnoha písňových textů uvedených v knize vychází i stejnojmenná píseň skupiny U2.
Do nového milénia Rushdie vstoupil pro něj neobvyklým románem Zběsilost (2001). Napsal ho přestěhování do New Yorku a do něj situoval i jeho hlavní postavu: bývalého anglického univerzitního profesora, který sem utíká hledat klid, aby vedle nových tvůrčích sil opětovně našel i tíživé vnitřní stavy a zuřivost. Následujícím románem Klaun Šalímar (2005) se vrátil k osvědčenému prostředí a bohatému vypravěčskému stylu. Setkávají se v něm kašmírská vesnice s navzájem propletenými vztahy Východu a Západu, stejně jako aktuální problematika náboženského terorismu s motivem osobní pomsty kvůli zrazené lásce. Dekádu uzavřel svým prvním ryze historickým románem Čarodějka z Florencie (2008) ze dvora mughalského vládce Akbara.

### Výběr z díla
- Grimus – (1975)
- Midnight’s Children – (1981; č. Děti půlnoci, Mladá fronta 1995, překlad Pavel Dominik) – Booker Prize 1981, 1993 – Booker of Bookers – ocenění pro nejlepší román za prvních 25 let existence Bookerovy ceny.
- Shame – (1983; č. Hanba, Odeon 1990, Paseka 2004, překlad Pavel Dominik). Zpracováno v Českém rozhlasu jako dvacetidílnou četbu na pokračování, rozhlasová adaptace a režie: Aleš Vrzák, čte: Ladislav Frej.[21]
- The Jaguar Smile: A Nicaraguan Journey – (1987, Úsměv jaguára: cesta do Nikaraguy) – reportážní kniha o Nikaraguy
- The Satanic Verses – (1988; č. Satanské verše, 1995)
- Haroun and the Sea of Stories – (1990; č. Hárún a moře příběhů, Mladá fronta 1994)
- In Good Faith – (1990, V dobré víře)
- Imaginary Homelands: Essays and Criticism 1981-1991 – (1991)- eseje
- Wizard of Oz – (1992, Čaroděj ze země Oz)
- East, West – (1994; č. Východ, Západ, Labyrint 1997, Euromedia Group 2006)
- The Moor’s Last Sigh – (1995; č. Maurův poslední vzdech, Mladá fronta 1999, překlad Pavel Dominik)
- The Ground Beneath Her Feet – (1999; č. Zem pod jejíma nohama, Paseka 2001, překlad Pavel Dominik)
- Fury – (2001; č. Zběsilost, Paseka 2003, překlad Pavel Dominik)
- Step Across This Line: Collected Nonfiction 1992-2002 – (2003) – eseje
- Shalimar the Clown – (2005; č. Klaun Šalimar, Paseka 2008, překlad Pavel Dominik a Zuzana Mayerová)
- The Enchantress of Florence – (2008, č. Čarodějka z Florencie, Paseka 2010, překlad Pavel Dominik)
- Joseph Anton: A Memoir – (2012, č. Joseph Anton – Vzpomínky, Paseka 2012)
- Two Years Eight Months and Twenty-Eight Nights – (2015, č. Dva roky, osm měsíců a osmadvacet nocí, Paseka 2016, překlad: Barbora Punge Puchalská, ISBN 978-80-7432-716-2, v roce 2017 vyšlo v Edici Mistři slova jako audiokniha, načetla Hana Maciuchová
- The Golden House (2017, č. Zlatý dům, Paseka 2018)
- Quichotte (2019)
- Knife (2024, č. Nůž, Paseka 2024, překlad Martina Neradová)[22]